# Landeleau
Landeleau è un comune francese di 1 042 abitanti situato nel dipartimento del Finistère, nella regione della Bretagna.

## Società

### Evoluzione demografica
Abitanti censiti